# Созонова
Созо́нова (рос. Созонова) — присілок у складі Ісетського району Тюменської області, Росія.
Стара назва — Березовка.
Населення — 31 особа (2010, 50 у 2002).
Національний склад станом на 2002 рік:
- росіяни — 98 %